# 天主教阿訥西教區
天主教阿訥西教區（拉丁語：Dioecesis Anneciensis）是法國一個羅馬天主教教區，屬里昂總教區。
自1535年起，日內瓦的天主教主教因宗教改革而遷至阿訥西，但直到1822年2月15日才成立自己的教區。
教區位於上薩瓦省，2012年有教友514,800人（佔轄區總人口71.7%）、三十八個堂區、200名司鐸。現任教區主教為伊夫·布瓦維內奧。